# Philothamnus hughesi
Philothamnus hughesi là một loài rắn trong họ Rắn nước. Loài này được Trape & Roux-Esteve mô tả khoa học đầu tiên năm 1990.